# 富永研司
富永 研司（とみなが けんじ、1970年5月9日 - ）は、日本の俳優。ジャパンアクションエンタープライズ（旧・ジャパンアクションクラブ）所属。福岡県北九州市出身。身長177cm、体重70kg、足のサイズは27.5cm。血液型はA型。

## 来歴
スーツアクターとして、平成仮面ライダーシリーズ第1作『仮面ライダークウガ』に仮面ライダークウガ役で出演する。同作では数回、顔出しでも出演している。
2022年にインタビューで明かしたところによれば、『クウガ』は1日でまとめて撮ることが多く、1週間くらい出番がないこともあるうえ、早朝からの撮影で撮影所に3泊することもあるため、約半年は住み込んでいる先輩もいたという。『クウガ』以前は時代劇を担当しており、格闘技を嗜んでいたことからリアル系のアクションで特撮のアクションをあまり知らなかったため、殴る際も当初は拳を握らないようにしていたが、迫力が出ないことから敵役のスーツアクターの小倉敏博と相談し、本当に殴るように変更したという。
『クウガ』以降は俳優活動をメインとしたため、スーツアクターとしての活動は行っていなかったが、2009年の『劇場版 仮面ライダーディケイド オールライダー対大ショッカー』で9年ぶりにスーツアクターに復帰し、再びクウガを演じた。これ以降、クウガが出演するオールスター作品の多くに、スーツアクターとして出演している。
その後、『仮面ライダー×仮面ライダー 鎧武&ウィザード 天下分け目の戦国MOVIE大合戦』でスーツアクターを担当した後、『仮面ライダー鎧武/ガイム』に仮面ライダーデューク役でレギュラー出演。

## 人物・エピソード
- 趣味は読書、特技は格闘技[3]。
- 『クウガ』出演以前の特撮作品への関わりは、台湾で行われた『パワーレンジャー』のヒーローショーへの出演や、後述の『ZO』、『ジャンパーソン』への参加程度だったという[4]。
- 『クウガ』の撮影で最もハードだったのは、第19話のギノガ戦でのグローイングキックの場面であり、真夏日だったことに加え、アップ用の密閉度の高いマスクを付けてスーツを着たまま長時間のアクションを行ったため、脱水症状になりかけたという[4]。当時は経口補水液やタブレットがなかったため、塩やレモン汁を舐めていたという[2]。
- 『クウガ』の次回作『仮面ライダーアギト』のアギト役もオファーされたものの、辞退したことが判明している。その後、後任には高岩成二が抜擢された[5]。
- 『クウガ』以降、長らくスーツアクターを行っていなかった理由について、1年間スケジュールを決められてしまうためと述べている[1]。
- 仮面ライダーシリーズ以外での関係者からはスーツアクターであることをあまり知られておらず、以前から面識のあった吉田メタルや板尾創路などからは仮面ライダーシリーズの撮影で再会した時に驚かれたという[1]。

## 出演
※太字はスーツアクターとしての出演。

### テレビドラマ
- 姫将軍大あばれ 第15話（1995年、テレビ東京）
- 週末婚 第2話（1999年、TBS）
- 傷だらけの女 第1話（1999年、KTV）
- サラリーマン金太郎 超ド迫力!秋の2時間スペシャル（1999年、TBS）
- 恋がしたい恋がしたい恋がしたい（2001年、TBS）
- Pな彼女 第2シリーズ「一身上の都合?」第2・3話（2002年、BS-i）
- 怪談百物語 第6回「狼男」（2002年10月29日、フジテレビ）
- 武蔵 MUSASHI（2003年、NHK） - 役人、手下、雑兵 役
- ビギナー 第5話（2003年11月3日、フジテレビ） - 警官 役
- あなたの隣に誰かいる 第10話（2003年、フジテレビ）
- ドールハウス 第10話（2004年、TBS）
- 火災調査官・紅蓮次郎（3）水が燃えるトリック 密室出火の謎!救出できたのか?消防官失格の赤い噂（2004年2月14日、テレビ朝日） - バイクで襲う男 役
- 金曜エンタテイメント「事件調査員 南条真琴 東京〜隠岐 摩天崖殺人事件」（2005年2月25日、フジテレビ）
- 義経 第32話（2005年、NHK）
- 汚れた舌 第3話（2005年、TBS）
- 月曜ミステリー劇場「やとわれ女将 菊千代の事件簿3」（2006年3月20日、TBS） - やくざ 役
- 新聞記者 鶴巻吾郎の事件簿1「“幻の女”に抱きつかれて、私が殺人犯に!!別所温泉・祇園祭の列に連続死の謎が!?」（2006年8月5日、テレビ朝日） ‐ 山野義昭
- 棟居刑事の純白の証明（2007年2月10日、テレビ朝日）
- 特命係長 只野仁スペシャル'08（2008年2月2日、テレビ朝日） - 部下 役
- 東京DOGS 第6話（2009年、フジテレビ）
- 外事警察 第4話（2009年、NHK）
- 警部補 矢部謙三 第2話（2010年4月16日、テレビ朝日）
- 龍馬伝 第29話（2010年、NHK）
- テンペスト 第2話（2011年、NHK BSプレミアム）
- 戦国★男士（2011年、テレビ神奈川） - 畠山義継 役
- タイムスクープハンター season4 第1話（2012年、NHK）
- 三匹のおっさん2 第1話（2015年、テレビ東京） - 鉄山 役
- プラチナエイジ（2015年、東海テレビ） - 純一の父 役
- 竜の道 二つの顔の復讐者（2020年、フジテレビ） - 曽根村の部下 役
- ラストマン-全盲の捜査官- 第7話（2023年、TBS）
- 問題物件 第8話（2025年3月5日、フジテレビ） - 黒服の男 役[6]

### 特撮テレビドラマ
- 特捜ロボジャンパーソン[4]（1993年、テレビ朝日）
- 仮面ライダーシリーズ（テレビ朝日）
  - 仮面ライダークウガ（2000年 - 2001年） - 仮面ライダークウガ、古代の戦士（第1話）[7] 役
  - 仮面ライダーディケイド（2009年） - 仮面ライダークウガ（第25・26話） 役
  - 仮面ライダーW（2010年） - 風都署の鬼教官（第21話）[8] 役
  - 仮面ライダーウィザード（2013年） - 第52・53話
  - 仮面ライダー鎧武/ガイム（2013年 - 2014年） - 仮面ライダーデューク 役[1]
  - 仮面ライダードライブ（2015年） - ロイミュード092人間態（第31話）[9] 役
  - 仮面ライダージオウ（2018年 - 2019年）
  - 仮面ライダーセイバー（2020年 - 2021年） - 仮面ライダーカリバー[10]、蓮の師匠（第36章） 役
  - 仮面ライダーリバイス（2021年 - 2022年）
- 時空警察ヴェッカーD-02（2002年3月28日、テレビ朝日） - ズヴェーリア（第8話） 役
- スーパー戦隊シリーズ（テレビ朝日）
  - 魔進戦隊キラメイジャー（2020年 - 2021年）
  - 機界戦隊ゼンカイジャー（2021年 - 2022年）
  - 暴太郎戦隊ドンブラザーズ（2022年）

#### テレビスペシャル
- 烈車戦隊トッキュウジャーVS仮面ライダー鎧武 春休み合体スペシャル（2014年、テレビ朝日） - 仮面ライダーフィフティーン[1]

### 映画
- 仮面ライダーシリーズ
  - 仮面ライダーZO[4]（1993年） - ワイヤー補助
  - 劇場版 超・仮面ライダー電王&ディケイド NEOジェネレーションズ 鬼ヶ島の戦艦（2009年） - 武士 役
  - 劇場版 仮面ライダーディケイド オールライダー対大ショッカー（2009年） - 仮面ライダークウガ 役ほか
  - 仮面ライダー×仮面ライダー 鎧武&ウィザード 天下分け目の戦国MOVIE大合戦（2013年） - 武神鎧武[1]、オーガ[1] 役
  - 劇場版 仮面ライダー鎧武 サッカー大決戦!黄金の果実争奪杯!（2014年）
  - 仮面ライダー×仮面ライダー ドライブ&鎧武 MOVIE大戦フルスロットル（2014年） - 仮面ライダーデューク[1] 役
  - 劇場版 仮面ライダーゴースト 100の眼魂とゴースト運命の瞬間（2016年） - 弁慶[11] 役
  - 仮面ライダー平成ジェネレーションズ Dr.パックマン対エグゼイド&ゴーストwithレジェンドライダー（2016年）
  - 平成仮面ライダー20作記念 仮面ライダー平成ジェネレーションズ FOREVER（2018年） - 仮面ライダークウガ [12]役
  - 劇場版 仮面ライダージオウ Over Quartzer（2019年）[13]
  - 仮面ライダー 令和 ザ・ファースト・ジェネレーション（2019年）[14]
  - 仮面ライダー電王 プリティ電王とうじょう!（2020年）[15]
  - 仮面ライダーガッチャード ザ・フューチャー・デイブレイク（2024年）- 仮面ライダークウガ[16] 役
- 特命係長 只野仁 最後の劇場版（2008年）
- 新宿インシデント（2009年） - 江口の部下 役
- ワイルド7（2011年）
  - ブルーバレンタイン3D〜リベンジガール〜（2011年） - 江口 役
- スーパーヒーロー大戦シリーズ
  - 仮面ライダー×スーパー戦隊 スーパーヒーロー大戦（2012年） - 仮面ライダークウガ[17] 役
  - 平成ライダー対昭和ライダー 仮面ライダー大戦 feat.スーパー戦隊（2014年） - 仮面ライダーフィフティーン[1]、犯人 役
  - スーパーヒーロー大戦GP 仮面ライダー3号（2015年）
- エイトレンジャー∞（2012年）
- 探偵はBARにいる2 ススキノ大交差点（2013年）
- 真田十勇士（2016年）
- 騎士竜戦隊リュウソウジャー THE MOVIE タイムスリップ!恐竜パニック!!（2019年）[13]
- 太陽は動かない（2020年）[18]
- セイバー+ゼンカイジャー スーパーヒーロー戦記（2021年） - 仮面ライダークウガ 役[19]

### 舞台
- ミュージカル『美少女戦士セーラームーン』ラスト・ドラクル最終章 超惑星デス・バルカンの封印 ダーク・カイン役（2001年3月 - 2002年3月、サンシャイン劇場 他）
- TIGER & BUNNY THE LIVE（2012年） - ワイルドタイガー 役
- Dream Boys（2014年9月4日 - 9月30日、帝国劇場） - ボクシング指導
- サムライ・シェークスピアR&J（2014年11月5日 - 9日、笹塚ファクトリー / ニューヨーク公演：2014年11月21日 - 23日）

### オリジナルビデオ
- 仮面ライダークウガ 超ひみつビデオ「仮面ライダークウガVS剛力怪人ゴ・ジイノ・ダ」（2000年） - 仮面ライダークウガ 役
- 真田くノ一忍法伝 かすみ
  - 真田くノ一忍法伝 かすみ 服部半蔵の逆襲! 乱丸（二代目半蔵） 役
  - 真田くノ一忍法伝 かすみ 内乱!幸村暗殺!!（2008年10月22日） - 服部半蔵（二代目） 役

### Vシネマ
- 鎧武/ガイム外伝 仮面ライダーデューク/仮面ライダーナックル（2015年11月11日） - 仮面ライダーデューク 役[20]
- ビルド NEW WORLD 仮面ライダーグリス（2019年）
- 機界戦隊ゼンカイジャーVSキラメイジャーVSセンパイジャー（2022年）

### Webドラマ
- 仮面ライダージオウ スピンオフ RIDER TIME（2019年）
  - PART1『RIDER TIME 仮面ライダーシノビ』
  - PART2『RIDER TIME 仮面ライダー龍騎』 - 仮面ライダーアビスの変身者 役[21]
- ドライブサーガ 仮面ライダーブレン（2019年）
- リバイスレガシー 仮面ライダーベイル（2022年）
- 仮面ライダーアウトサイダーズ ep.3 バトルファイトの再開とゼインの誕生（2023年）

### CM
- 京都銀行（2005年） - ゴールキーパー 役

### ショートムービー
- JAEオリジナル ショートムービー「華麗なる追跡 TARGET-標的-」（2015年） - カタギリ 役

### イベント
- MASKED RIDER LIVE&SHOW 〜十年祭〜（2009年、国際フォーラム） - ゲスト出演
- JAEスペシャルイベント「俺たち参上!!」（2009年、シアターGロッソ） - カラミ
- JAE NAKED LIVE「がんばろう 日本！」（2011年）
- JAE "春"プレミアムイベント ～Jump Up!～（2016年、新宿文化センター）
- 『仮面ライダークウガ 超クウガ展』超ティザービジュアル・超特報映像（2025年） - 仮面ライダークウガ[22]

### ゲーム
- 龍が如く8（2024年） - モーションキャプチャーアクター[23]